# 里奥堡 (塞维利亚省)
里奥堡是西班牙安达卢西亚自治区塞维利亚省的一个市镇。 总面积82平方公里，总人口9042人（2001年），人口密度110人/平方公里。